# Alyxia vera
Alyxia vera är en oleanderväxtart som beskrevs av D. J. Middleton. Alyxia vera ingår i släktet Alyxia och familjen oleanderväxter. Inga underarter finns listade i Catalogue of Life.